# Haus Wirsing
Das Haus Wirsing ist das ehemalige Büro- und Wohnhaus des Architektenehepaars Grete und Werner Wirsing. Der Nachkriegsbau ist ein Flachdach-Bungalow im Stil der klassischen Moderne und ist unter der Aktennummer D-1-62-000-7954 in der Denkmalliste Bayern eingetragen.

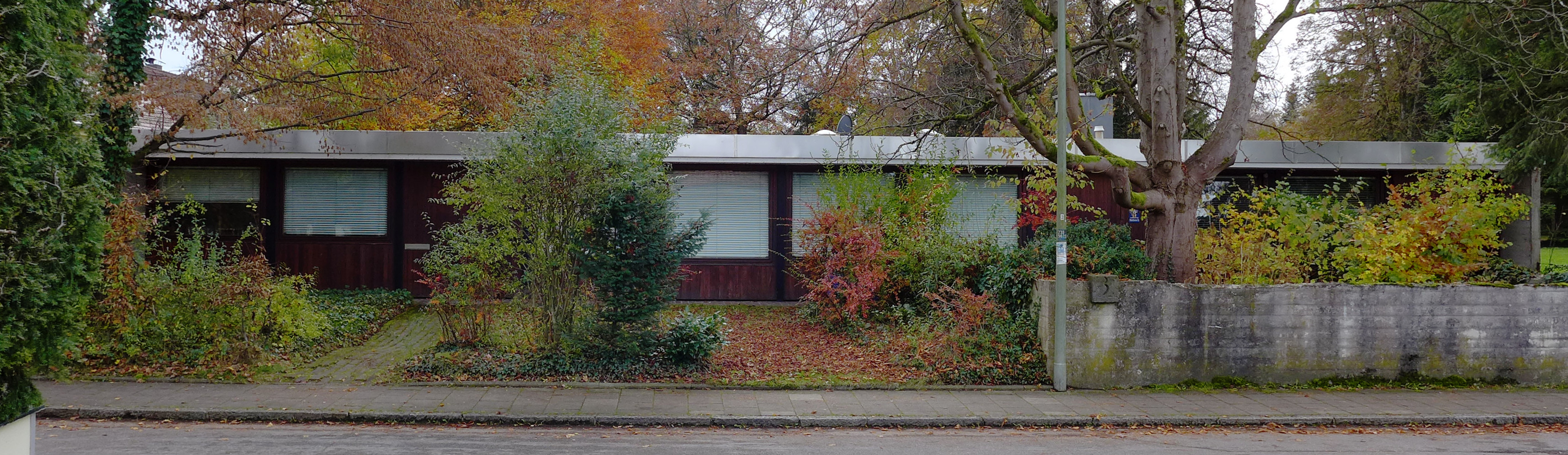
Straßenfassade

## Lage
Das 1957 errichtete Haus befindet sich in der Mindelheimer Straße 3 in München-Forstenried.

## Architektur

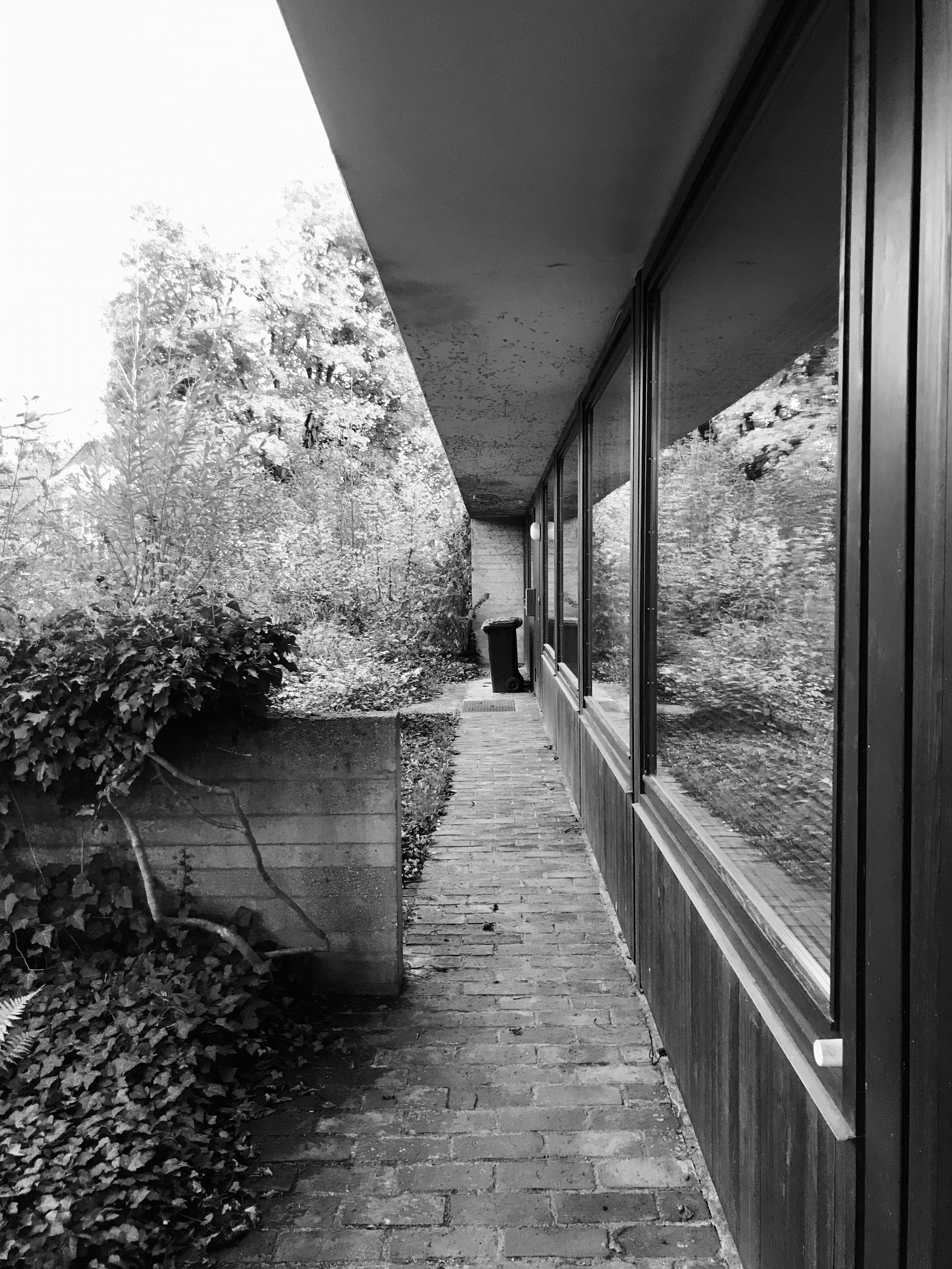
Überdachter Weg

1956 wurde mit den Planungen des Baus begonnen und er ein Jahr darauf fertiggestellt. Das eingeschossige Wohnhaus ist 26 Meter breit und 11 Meter tief.

### Teilung öffentlich – privat
Der Baukörper ist in die straßenseitigen Büro- und Wirtschaftsräume und gartenseitig in Wohn-, Ess- und Schlafzimmer längsgeteilt. Diese Trennung von öffentlich und privat spiegelt sich im Bodenbelag wider – Stampfasphalt-Platten auf der Straßenseite und Lärchenholzparkett auf der Gartenseite.

### Tragwerk
Das Haus wird von drei Scheiben und 20 Stahlstützen in U-Profilen gehalten. Es gibt zwei Wände an den Kurzseiten und eine zentrale Wand in der Mittelachse der Kurzseite. Die Stahlstützen stehen im Achsabstand von 2,32 Meter.

### Wandelemente
Ein weiteres reduziertes Element sind die vorgefertigten Wandelemente zwischen den Stahlstützen, die unterschiedlich mit Holz- bzw. Fensterelementen gefüllt werden können. Unterschieden wird in Wohn-, Schlaf-, Schreib-, Küchen-, Büro- & Gästezimmerelemente. Weiterhin gibt es ein Vollwandelement für die Garagen- und Werkstatträume und eine identische Büro- & Wohnungseingangstür.

## Baudenkmal
Das streng gegliederte Haus steht unter Denkmalschutz und ist im Denkmalatlas des Bayerischen Landesamtes für Denkmalpflege und in der Liste der Baudenkmäler in Forstenried eingetragen.